# Pignus simoni
Espèce
Synonymes
- Euophrys simonii Peckham & Peckham, 1903

Pignus simoni est une espèce d'araignées aranéomorphes de la famille des Salticidae.

## Distribution
Cette espèce se rencontre en Afrique du Sud, au Zimbabwe et au Mozambique.

## Description
Le mâle holotype mesure 5 mm.

## Systématique et taxinomie
Cette espèce a été décrite sous le protonyme Euophrys simonii par Peckham et Peckham en 1903. Elle est placée dans le genre Pignus par Wesołowska en 2000.

## Étymologie
Cette espèce est nommée en l'honneur d'Eugène Simon.

## Publication originale
- Peckham & Peckham, 1903 : « New species of the family Attidae from South Africa, with notes on the distribution of the genera found in the Ethiopian region. » Transactions of the Wisconsin Academy of Sciences, Arts, and Letters, vol. 14, p. 173-278 (texte intégral).